# ロッジかどま

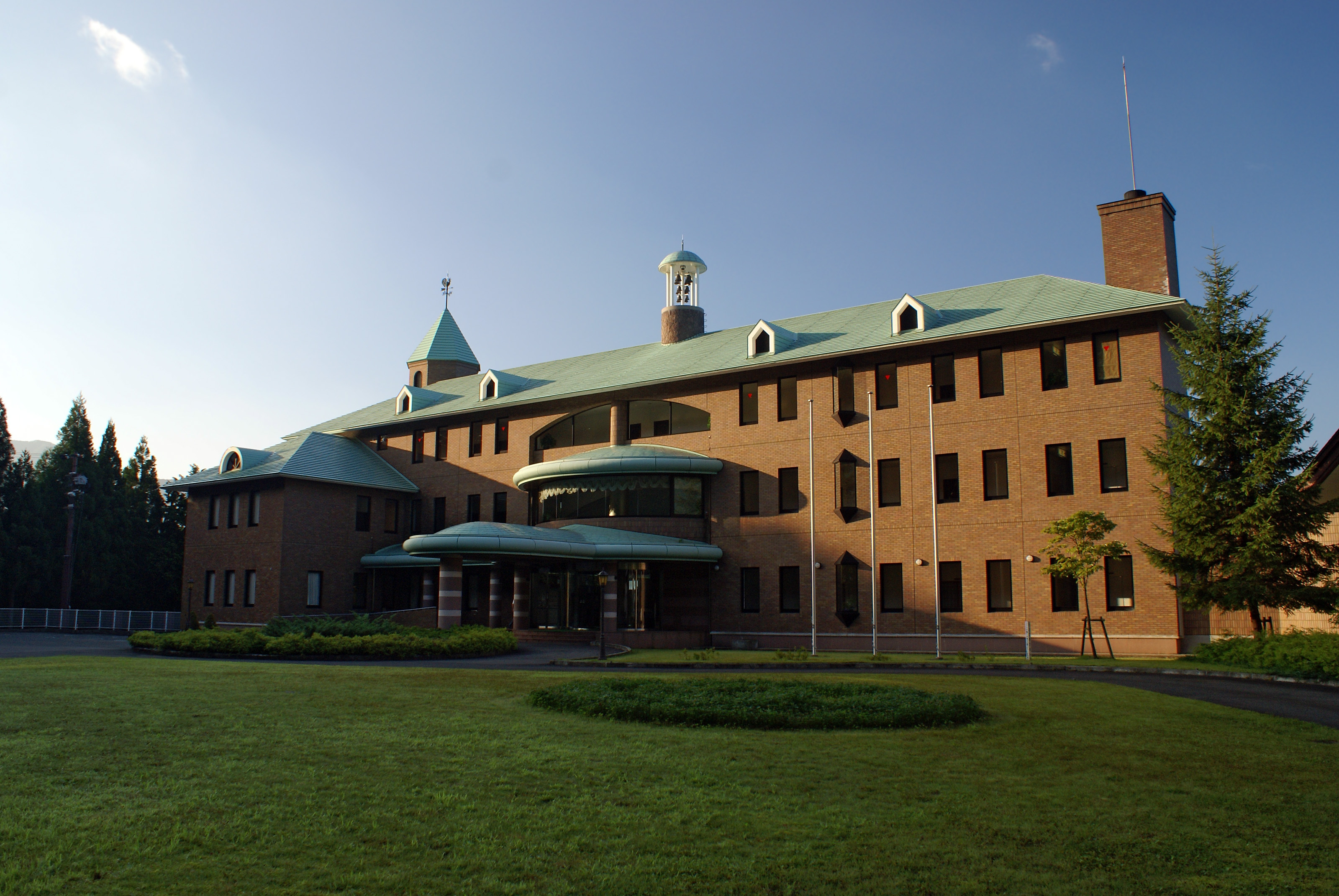
ロッジかどま

ロッジかどまはかつて兵庫県美方郡香美町にあったホテル。

## 概要
門真市が都市在住・在勤者のための保養施設として広く活用されることを目的に、姉妹都市である村岡町（当時）の自然景勝地瀞川平の麓に建設した「門真市村岡自然ふる里村」の構成要素。敷地内に大・小会議室やホールを備えた村岡・都市と農村交流センターを併設する。
門真市の近年の財政難により、行財政改革の一環として2009年3月末をもって閉鎖された。
同8月、鉢伏開発観光株式会社への売却が決定し、経営母体を変え同10月31日より「リゾートヴィラハチ北」として営業を開始している。

## 所在地
〒667-1347 兵庫県美方郡香美町村岡区和池635-7

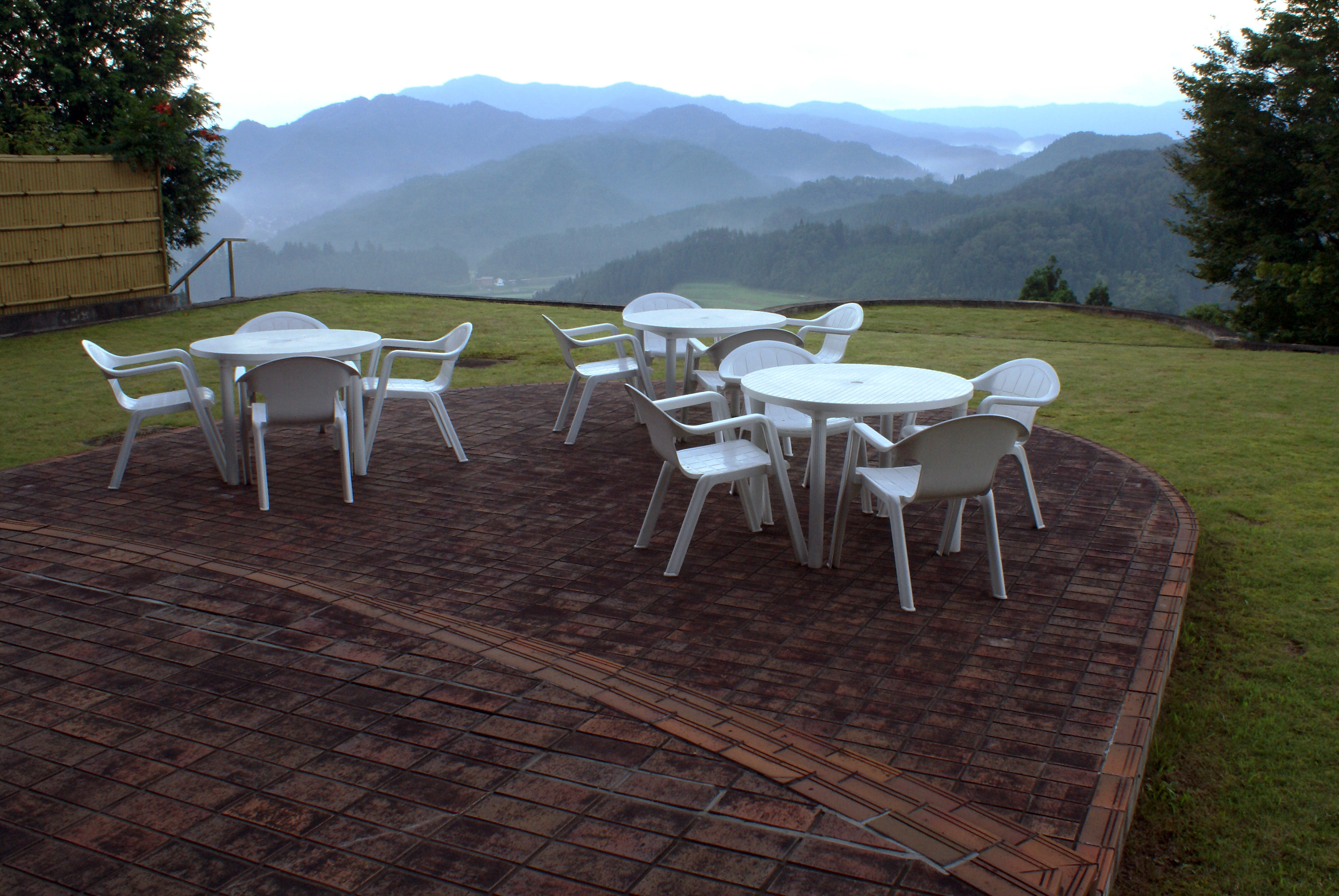
ロビーからの眺望
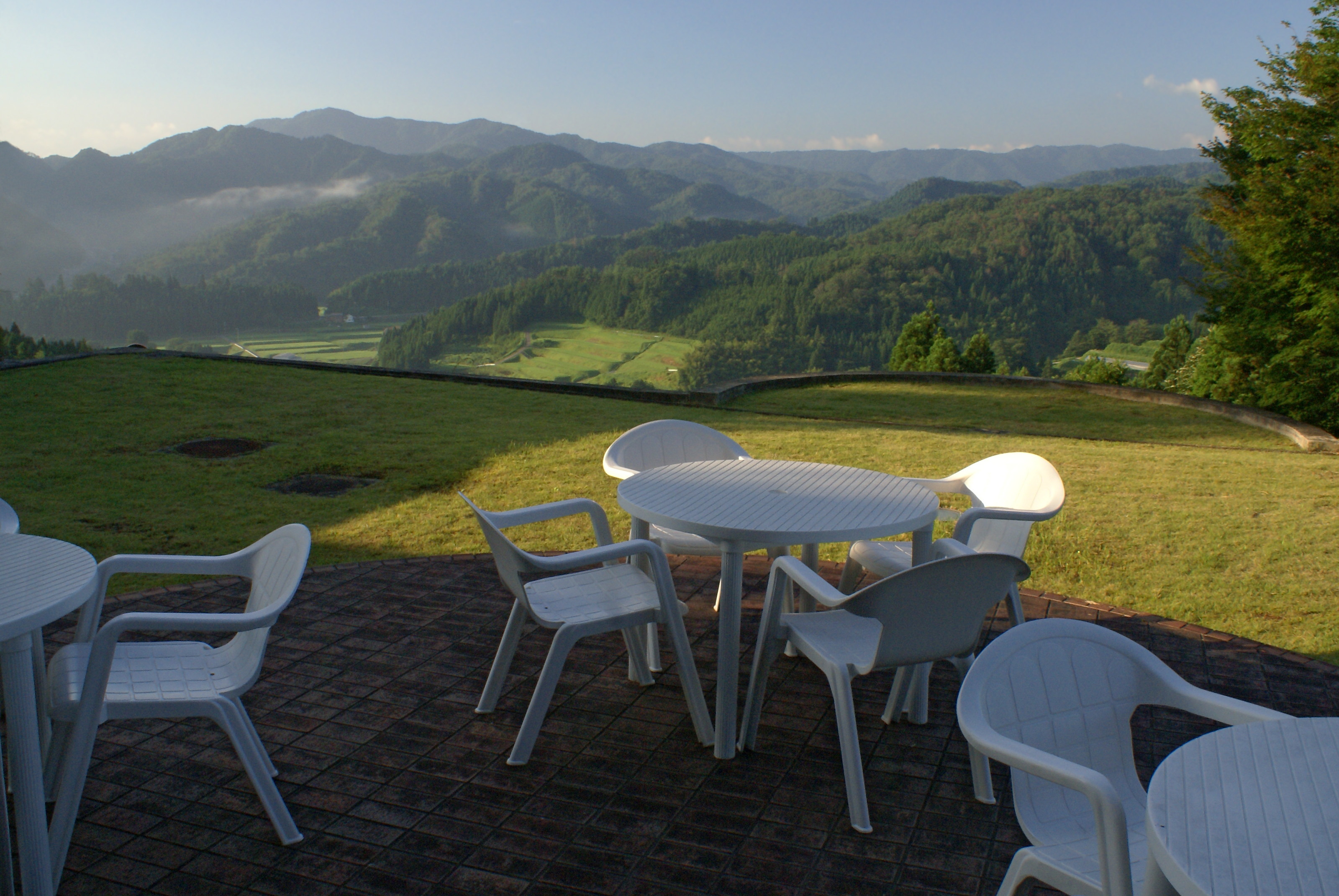
テラスからの眺望
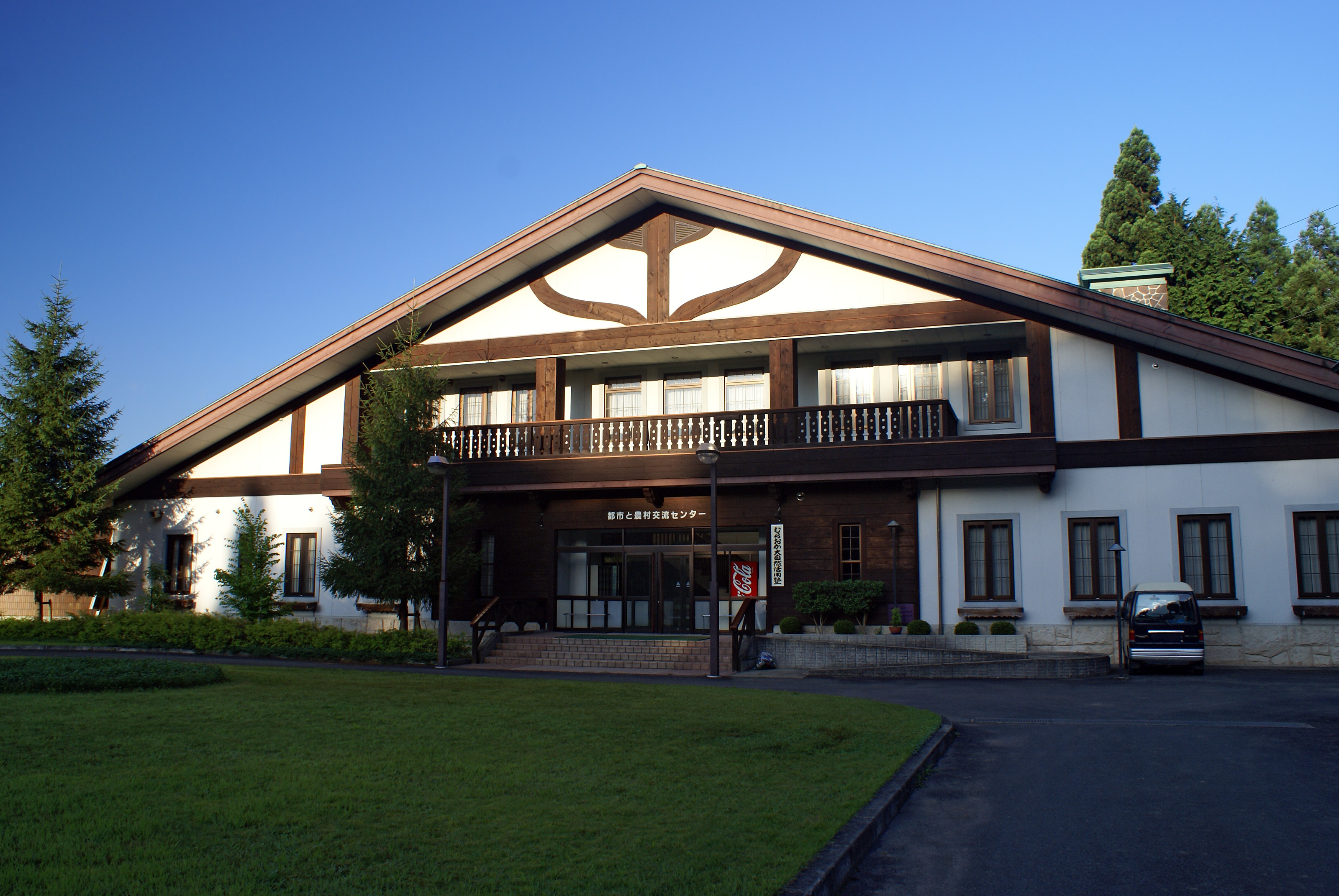
村岡・都市と農村交流センター

## 交通アクセス
- 西日本旅客鉄道（JR西日本）山陰本線 八鹿駅 から全但バス「村岡、秋岡、湯村温泉」方面行きで35分、「福岡ハチ北口」下車　車6分（送迎バス有り）
- 湯村温泉から全但バス「八鹿駅」方面行きで25分、「福岡ハチ北口」下車　車6分（送迎バス有り）

## 周辺情報
- 瀞川平
  - 但馬高原植物園 - 瀞川平の瑞々しい自然景観をいかしつつ整備した日本初のオーバーラントガルデン。面積15ha
    - 瀞川平湿原
    - 和池の大カツラ - 樹齢1000年以上、樹高約38m、幹周囲約16m、県指定天然記念物

  - 兵庫県立木の殿堂
- 兎和野高原
- ハチ北スキー場
- 猿尾滝
- ハチ北温泉